# Buchnera minutiflora
Buchnera minutiflora är en snyltrotsväxtart som beskrevs av Adolf Engler. Buchnera minutiflora ingår i släktet Buchnera och familjen snyltrotsväxter. Inga underarter finns listade i Catalogue of Life.